# フェルナンダ・G・ヴァイデン

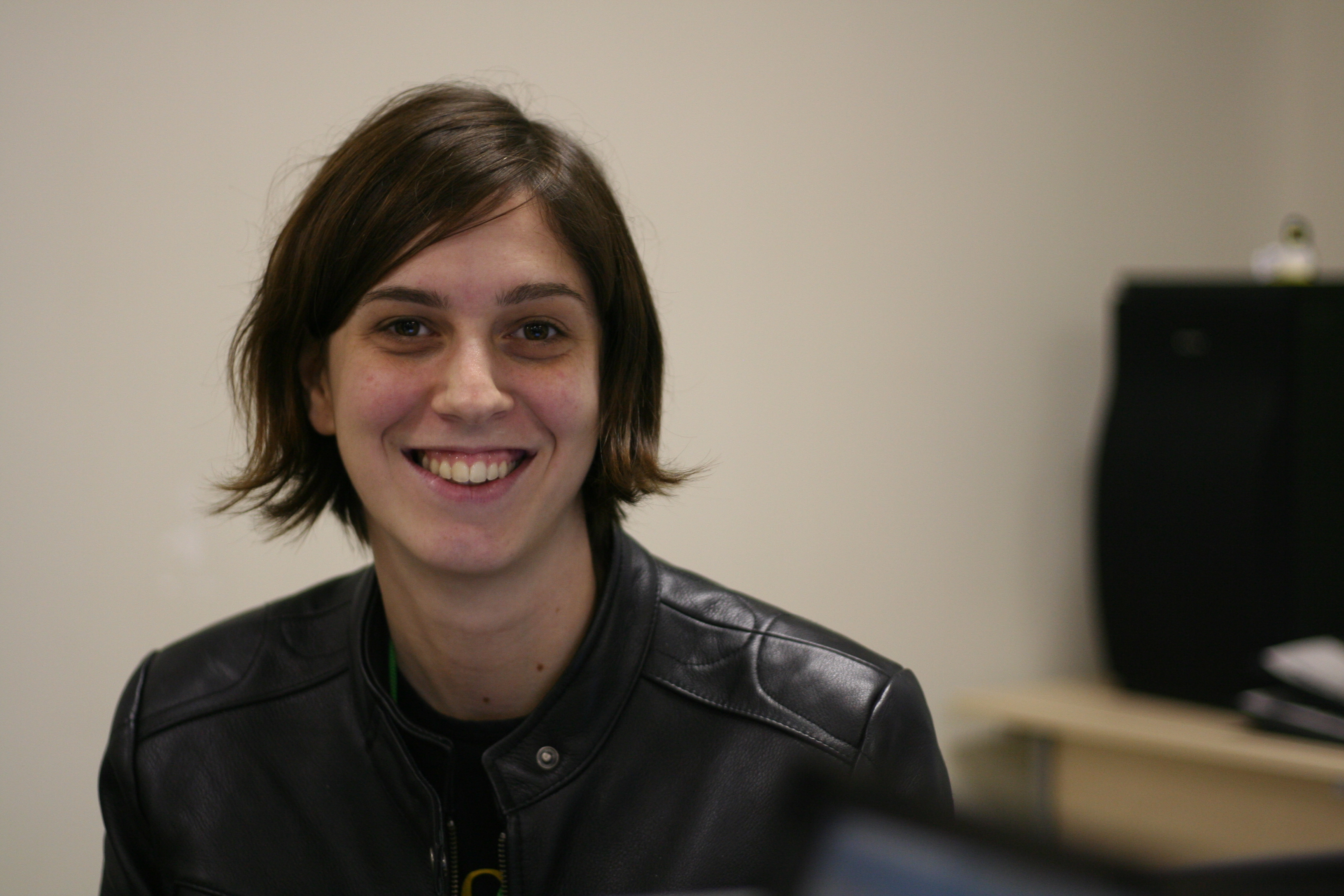
ブラジル、フォス・ド・イグアスの"Latinoware 2008, Fórum do Gnome"にて。

フェルナンダ・G・ヴァイデン（Fernanda "nanda" G. Weiden）は、システムアドミニストレータであり、元Free Software Foundation Latin Americaの理事を務めた人物である。女性。Debian Womenプロジェクトへの参加や、Fórum Internacional Software Livre（FISL）の組織化を行っている。Women in Free Software Project in Brazilの設立者である。
2009年6月には、Free Software Foundation Europeの副代表に選出されている。
ベルリンのWizards of OS 4にて講演を行っている。
ドイツとイタリアに出自を持ち、ブラジル、ポルト・アレグレにて育っている。現在はスイス、チューリッヒのGoogleにて勤務している。